# Zhang Xiaoguang
Zhang Xiaoguang (en chino simplificado: 张晓光, chino tradicional: 張曉光, pinyin: Zhāng Xiǎoguāng; n. Jinzhou, Liaoning, República Popular China, mayo de 1966) es un taikonauta y piloto de aviación chino.
Es coronel de las Fuerzas Aéreas de China. En el 2013 fue lanzado al espacio como tripulante de la misión Shenzhou 10 a la estación orbital Tiangong-1.

## Biografía
Nació el mes de mayo de 1966 en la ciudad-prefectura china de Jinzhou, que está situada en la Provincia de Liaoning.
Proviene de la etnia Manchú. Tiene dos hermanas y un hermano.
Tras estudiar en una escuela de vuelo militar, en junio de 1985 se convirtió en piloto de aviación de la Fuerza Aérea del Ejército Popular de Liberación. Rápidamente logró ascender a piloto de clase 1 y se convirtió en comandante de un escuadrón.
Actualmente en el ejército ostenta el rango militar de coronel y tiene acumuladas un total de 1.000 horas de vuelo.

### Carrera espacial
El 5 de enero de 1998 fue seleccionado como candidato en la primera promoción de taikonautas (astronautas) de la Administración Espacial Nacional China (CNSA).
Tras mucho tiempo de duro entrenamiento, pudo conseguir la calificación oficial de taikonauta, siendo asignado a la tripulación de reserva de la misión Shenzhou 9. Mientras tanto continuó con sus entrenamientos.
Ya el 11 de junio de 2013 a las 09:38 UTC fue lanzado por primera vez al espacio, como tripulante de la misión Shenzhou 10 a la estación espacial Tiangong-1, junto al astronauta Nie Haisheng y la segunda astronauta del país, Wang Yaping.
Este lanzamiento se produjo desde el Centro de Lanzamiento de Satélites de Jiuquan (JSLC) usando el cohete lanzador Larga Marcha 2F.
A los dos días de vuelo, la nave se acopló a la estación orbital. Allí pudieron realizar numerosos experimentos científicos, de medicina aeroespacial, tecnológicos y físicos.
Finalmente tras pasar un total de 14 días, 14 horas y 29 minutos en órbita, el día 26 de junio a las 00:07 UTC regresaron a la tierra sanos y salvos, aterrizando en la región china de Mongolia Interior.
De esta manera se puso punto final a las misiones tripuladas hacia la estación espacial Tiangong-1, que fue destruida tras su reentrada en la atmósfera sobre el Océano Pacífico Sur el 2 de abril de 2018 a las 00:16 UTC, 1 de abril a las 17:16 hora local del Tiempo del Pacífico.
Al regresar a tierra fueron galardonados por la Comisión Militar Central de la República Popular China Medalla de Tercera Clase al Mérito del Vuelo Espacial junto con el título honorífico de "astronautas héroes".

## Datos personales
- Zhang Xiaoguang está casado y tiene un hijo.
- Desde es el mes de agosto de 1988 es miembro del Partido Comunista de China (PCCh).